# Article 26 de la Constitution belge
L'article 26 de la Constitution de la Belgique fait partie du titre II « Des Belges et de leurs droits ». Il garantit la liberté de réunion.

## Texte de l'article actuel
« Les Belges ont le droit de s'assembler paisiblement et sans armes, en se conformant aux lois qui peuvent régler l'exercice de ce droit, sans néanmoins le soumettre à une autorisation préalable.

Cette disposition ne s'applique point aux rassemblements en plein air, qui restent entièrement soumis aux lois de police. »
— Article 26 de la Constitution